# آرثر أ. كولينز
آرثر أ. كولينز (بالإنجليزية: Arthur A. Collins)‏ هو شخصية أعمال أمريكي، ولد في 9 سبتمبر 1909 في كينغفيشر في الولايات المتحدة، وتوفي في 25 فبراير 1987 في دالاس في الولايات المتحدة.